# Raión de Gelendzhik
El raión de Gelendzhik (en ruso: Геленджикский район) fue una división administrativa del krai de Krasnodar de la República Socialista Federativa Soviética de Rusia, en la Unión de Repúblicas Socialistas Soviéticas que existió entre 1923 y 1963. Su centro administrativo era Gelendzhik. El raión ocupaba el área que actualmente (2012) ocupa el ókrug urbano de la ciudad-balneario de Gelendzhik.
Su población en 1959 era de 29 205 habitantes.

## Historia
El raión fue establecido el 26 de enero de 1923 como parte del ókrug del Mar Negro del óblast de Kubán-Mar Negro. Inicialmente estaba compuesto por cuatro selsoviets: Arjipo-Ósipovkski, Gelendzhikski, Kabardinski y Pshadski.
El 2 de junio de 1924 pasó al óblast del Sudeste y el 16 de noviembre de ese mismo año al krai del Cáucaso Norte. El 10 de enero de 1934 pasa al krai de Azov-Mar Negro y el 13 de septiembre de 1937 pasa al krai de Krasnodar. Entre el 21 de mayo de 1935 y el 16 de abril de 1940 le fue anexionado parte del territorio del disuelto raión de Tuapsé. El 11 de febrero de 1963
el raión fue disuelto. Parte de su territorio se integró al raión de Tuapsé y parte quedó subordinada a la ciudad de Gelendzhik.

## División administrativa
El 1 de abril de 1941 el raión estaba formado por la ciudad de Gelendzhik, el posiólok Kabardinka y los selsoviets Adérbiyevski, Arjipo-Ósipovski, Beregovói, Mijáilovski Pereval, Praskovéyevski, Pshadski y Falshivi Gelendzhik.